# 오켈리아 쿠르바타
오켈리아 쿠르바타(Okellya curvata)는 갈파래강 대마디말목에 속하는 녹조류의 일종이다. 오켈리아과(Okellyaceae)와 오켈리아속(Okellya)의 유일종이다. 유럽의 발트해와 영국, 페로 제도, 프랑스, 헬골란트섬, 아일랜드, 노르웨이 등에서 발견된다.